# Яжембовский, Рышард
Рышард Яжембовский (пол. Ryszard Jarzembowski, род. 24 декабря 1945 года, Ведель, Британская зона оккупации Германии, ум. 9 августа 2021 года, Влоцлавек) — польский журналист и политик. Сенатор II, III, IV и V каденций (1991—2005), в 2001—2005 годах вице-маршал Сената V каденции.

## Биография
Родился на территории Британской зоны оккупации Германии в семье бывших остарбайтеров. Закончил техникум связи в Варшаве по специальности передачи теле-сигнала. В 1964—1966 проходил срочную службу в артиллерийском полку в Ярославе. Работал монтёром систем связи. В 1978 году окончил Факультет журналистики и политологии Варшавского университета.
Работал главным редактором журнала «Alchemik», издававшегося во Влоцлавике (1976—1984). В 1984 году стал пресс-секретарём Влоцлавского воеводы, в связи с этим, закончил в 1988 году последипломный семинар для пресс-секретарей воевод и министров в Центре последипломного образования сотрудников государственной администрации в Варшаве. С 1982 года сотрудничал в качестве репортёра с Поморской студией Польского Радио.
В 1966—1990 годах был членом Польской объединенной рабочей партии, затем членом Социал-демократии Республики Польша, а в 1999 году вступил в Союз демократических левых сил. В 1990 году был избран в городской совет Влоцлавека, продлил свой мандат в 1994 и 1998 годах. В 1994—1995 годах был председателем совета, позже возглавлял клуб депутатов местных советов СДЛС. С января 1995 по октябрь 1997 годов — заместитель начальника Управления по делам ветеранов и жертв репрессий. В 1991, 1993 и 1997 годах от имени СДЛС избирался сенатором 2-й, 3-й и 4-й каденций от Влоцлавского воеводства. В 2001 году он был избран в четвертый раз по Торуньскому избирательному округу и назначен вице-маршалом Сената. В Сенате он возглавлял Клуб сенаторов СДЛС-УТ «Левые вместе», работал в комитете по иностранным делам, комитете по культуре и СМИ и комитете по науке, образованию и спорту. В 2005 году безуспешно баллотировался на переизбрание в Сенат, а в 2006 году на мандат посла на Сеймик Куявско-Поморского воеводства.
Как спортивный функционер был членом руководства спортивных клубов «Куявяк» (Влоцлавек) и Влоцлавского гребного общества. Инициировал деятельность Ассоциации родившихся в немецком плену. Член Влоцлавского научного общества и Союза журналистов Республики Польша. Автор, в том числе, книги Влоцлавский спорт (Włocławski sport) (1992), а также соавтор биографического словаря Выдающиеся люди Влоцлавека (Zasłużeni dla Włocławka) (1991).
Умер 9 августа 2021 года. 13 августа был похоронен на коммунальном кладбище Влоцлавека (могила 48/8/168).